# Апухтин, Иван Лукьянович Большой
Иван Лукьянович Апухтин — московский дворянин и воевода во времена правления Михаила Фёдоровича.
Сын Лукьяна Тимофеевича. Имел братьев, стольников Ивана Меньшого по прозванию Озей и Савву Лукьяновичей, из дворянского рода Апухтиных.

## Биография
За московское осадное сидение пожалован из поместья в вотчину в Болховском уезде (1614). Воевода в Луху (1616—1617). Второй воевода в Переславле-Залесском (1618—1619), где был ранен литовцами. Воевода в Уржуме (1619—1620). Московский дворянин, приглашался к столу Государя (01 октября 1625 и 29 апреля 1626). Сопровождал царицу и был у Государева стола (24, 29 сентября и 29 октября 1626). Воевода в Чебоксарах (1634). Присутствовал при приёме литовского гонца (30 января и 23 августа 1637), при встрече персидского посла (05 февраля 1639).
Имел двух сыновей: Афанасия и Петра Ивановичей.